# Ulica Mazowiecka w Warszawie
Ulica Mazowiecka – ulica w śródmieściu Warszawy biegnąca od ul. Świętokrzyskiej do ul. Traugutta i placu Małachowskiego.

## Opis
Ulica stanowi odcinek dawnego traktu biegnącego w miejscu współczesnych ulic: Wierzbowej, Mazowieckiej, Szpitalnej, Brackiej i Wiejskiej do Ujazdowa. Po usypaniu w 1621 Wału Zygmuntowskiego stała się drogą okrężną za wałem, która w pierwszej połowie XVIII wieku została przekształcona w wąską ulicę.
Przed 1730 przy ulicy wzniesiono pałac należący do Kazimierza Rudzińskiego, wojewody mazowieckiego, od którego urzędu pochodzi jej nazwa. Została nadana w 1770. W 1831 przy ulicy wybudowano fabrykę sprzętów żelaznych Braci Jana i Leona Drewsów.
Powstałe po 1865 przy ulicy kamienice i sklepy sprawiły, że była ona uważana za jedną z najbardziej eleganckich w mieście. W latach 1856–1858 na rogu z ulicą Kredytową wzniesiono budynek Towarzystwa Kredytowego Ziemskiego (obecnie siedziba Państwowego Muzeum Etnograficznego). W 1867 na wysokości posesji nr 18 przebito ul. Berga (obecnie u. Traugutta). W końcu XIX wieku ulica była zwarcie zabudowana kamienicami o standardzie wyższym niż przeciętna w śródmieściu.
W okresie międzywojennym przy ulicy mieściły się m.in. księgarnie (m.in. Jakuba Mortkowicza), sklepy, salony sztuki, restauracje i kawiarnie (m.in. Mała Ziemiańska). Została wyasfaltowana ok. 1928 jako jedna z pierwszych ulic w Warszawie.
Zabudowa ulicy ucierpiała w czasie obrony Warszawy we wrześniu 1939.
7 marca 1941 w kamienicy pod nr 10 zespół bojowy Związku Walki Zbrojnej wykonał wyrok śmierci na aktorze i kolaborancie III Rzeszy Igo Symie. 10 maja 1943 zespół Kedywu Okręgu Warszawskiego Armii Krajowej zastrzelił na ul. Mazowieckiej kierownika grupy „E” (młodzieżowej) Arbeitsamtu (niemieckiego urzędu pracy) Fritza Geista, a 8 października 1943 żołnierze AK przeprowadzili w barze „Za Kotarą” znajdującym się w kamienicy nr 2 akcję likwidacyjną konfidenta Gestapo Józefa Staszauera.
Zabudowa ulicy została częściowo zniszczona w czasie powstania warszawskiego. Została odbudowana ok. 1950. Powojenne budynki nawiązują do przedwojennych kamienic wielkością i historyzacją elewacji, co sprawia, że pomimo wielkiego zubożenia dekoracji ich fasad ulica w pewnym stopniu przypomina przedwojenną. Z uwagi na poszerzenie po 1945 ulicy Świętokrzyskiej, ulica uległa nieznacznemu skróceniu, zachowała jednak swoją charakterystyczną krzywiznę wynikającą z przebiegu dawnego traktu do Ujazdowa. Relikt zniszczeń wojennych stanowi trójprzęsłowy portyk bramny pod nr 13 zachowany przed wzniesionym w latach 60. Domem Artysty Plastyka (nr 11a).
Po 2000 ulica stała się największym zagłębiem klubowym miasta. W 2018 działało przy niej 11 klubów nocnych.

## Galeria

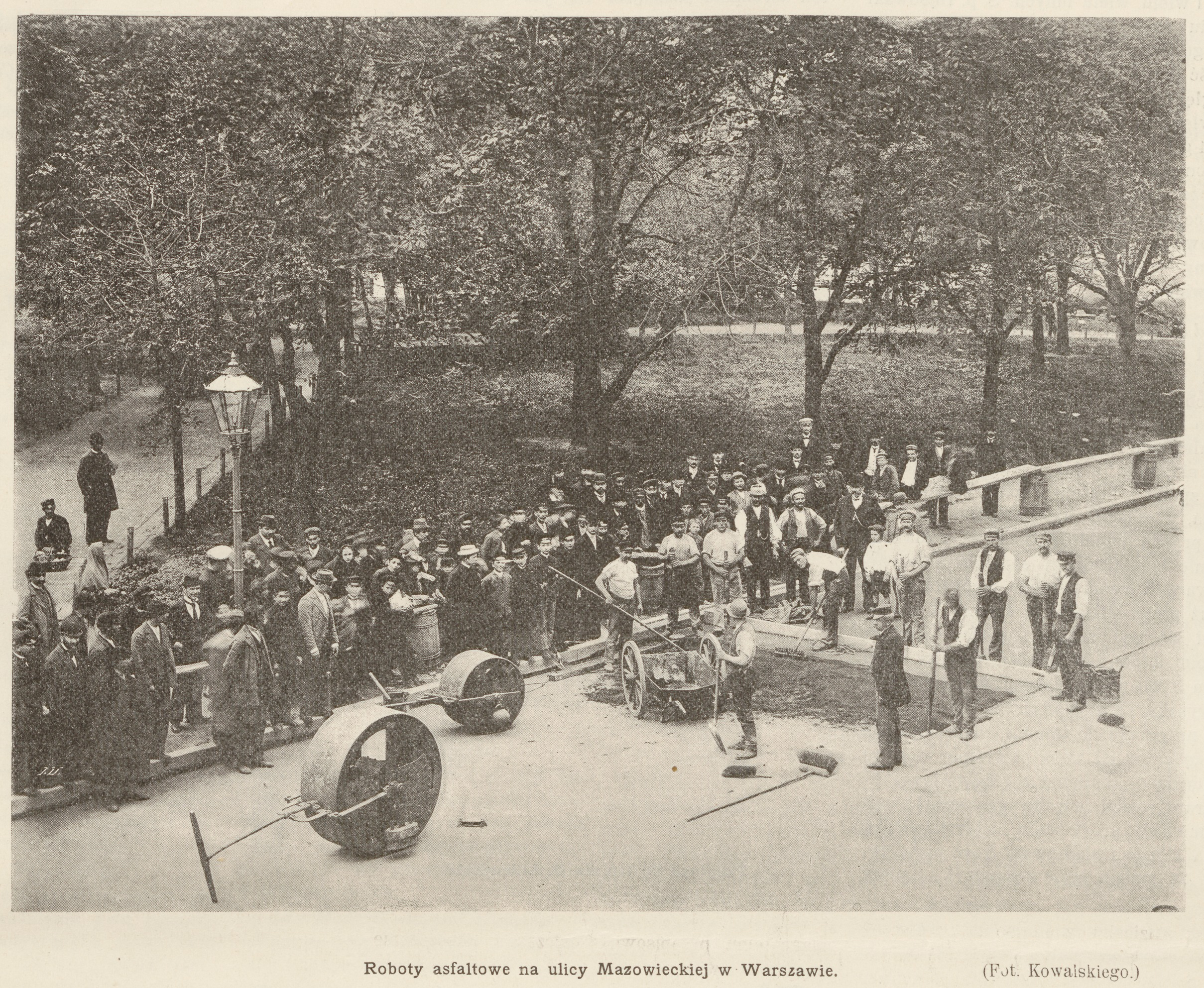
Roboty asfaltowe na ulicy Mazowieckiej w 1896
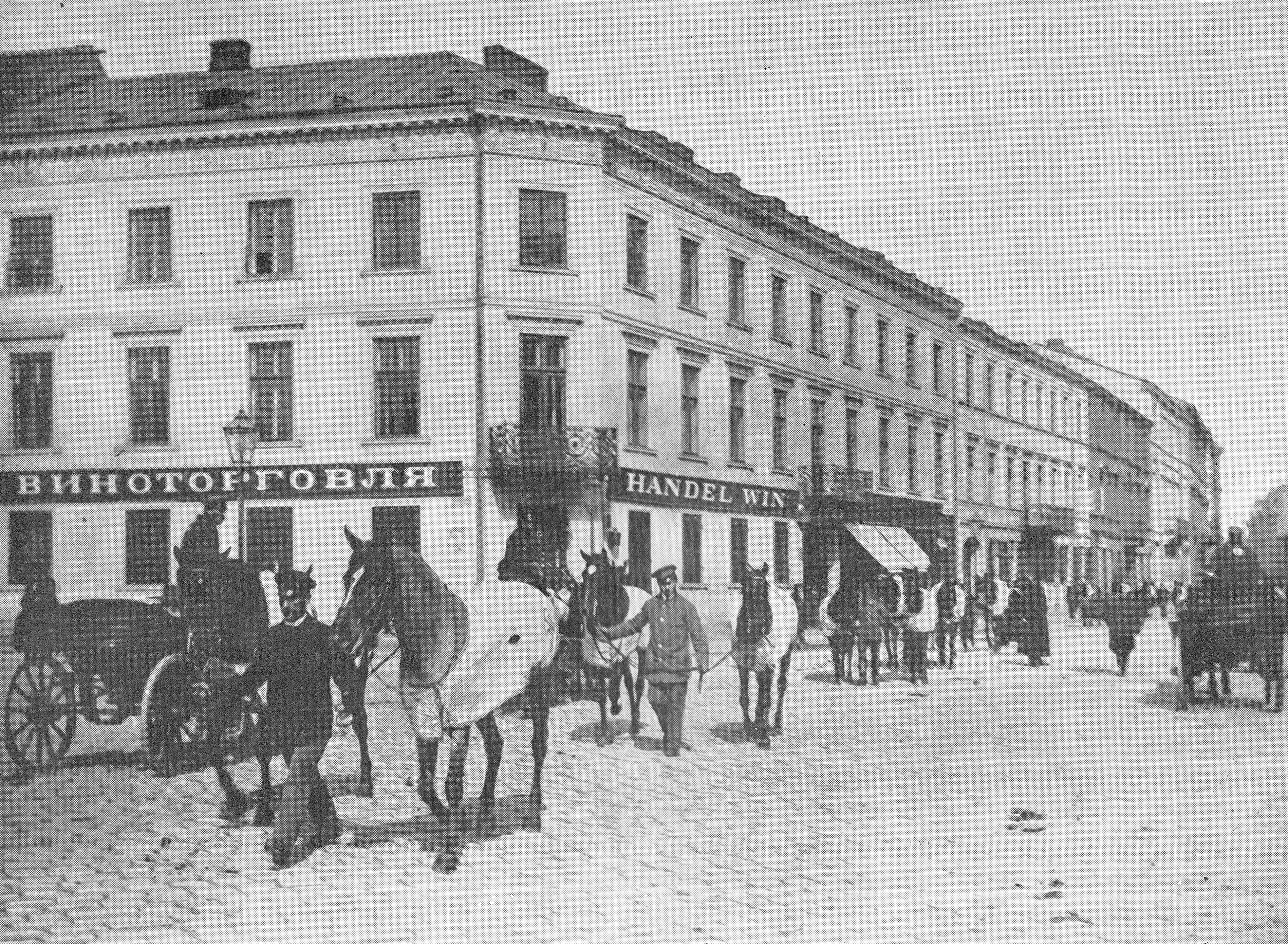
Ulica Mazowiecka ok. 1892
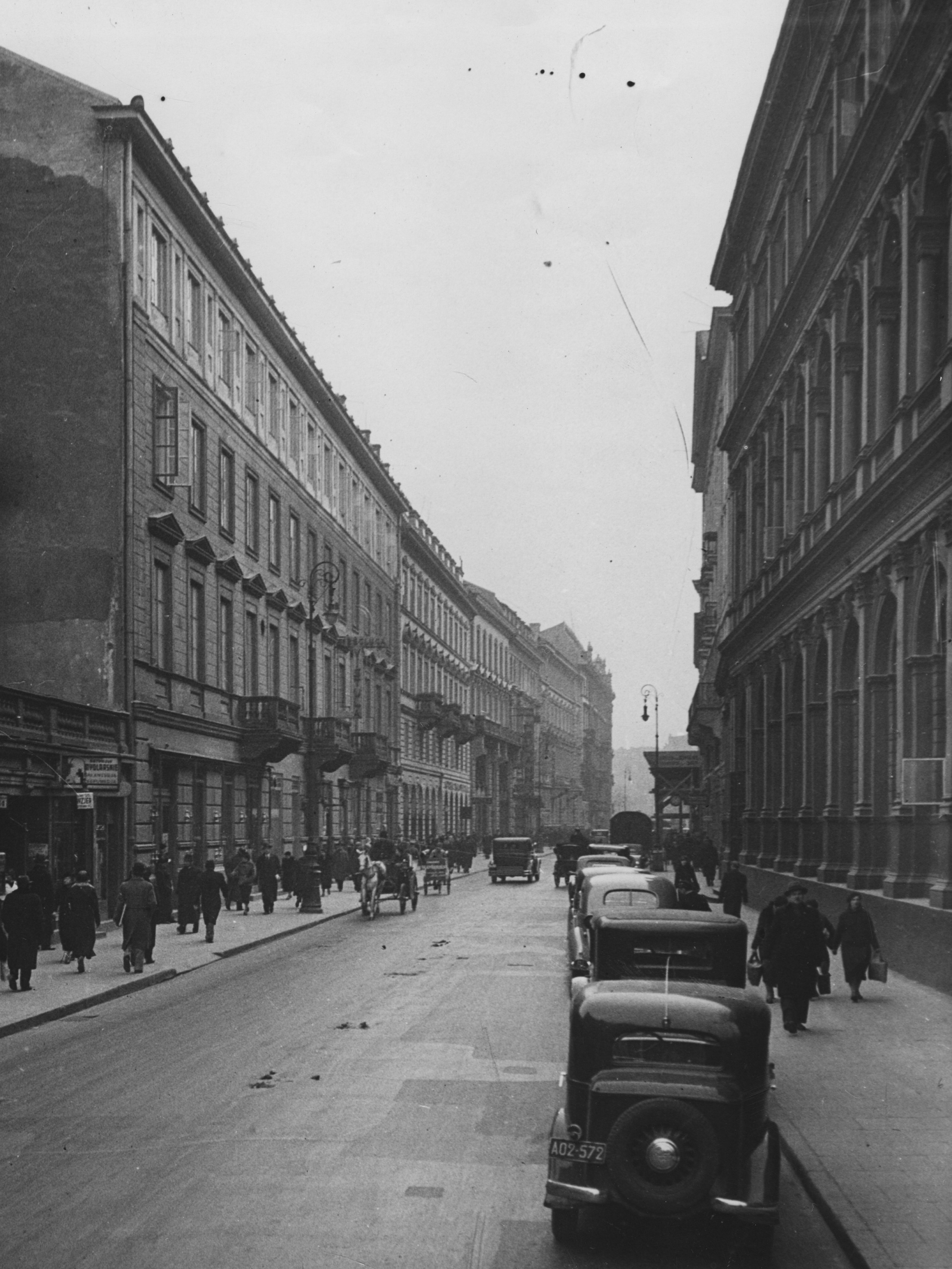
Ulica w okresie międzywojennym